# Megalotremis nemorosa
Megalotremis nemorosa är en svampart som först beskrevs av R. C. Harris, och fick sitt nu gällande namn av Aptroot. Megalotremis nemorosa ingår i släktet Megalotremis och familjen Trypetheliaceae.   Inga underarter finns listade i Catalogue of Life.